# Andrew Barron
Andrew Barron, född 24 december 1980 i Invercargill, är en nyzeeländsk före detta fotbollsspelare. 
Barron, som vanligtvis spelade som central mittfältare, avslutade sin karriär i Team Wellington 2010. Han var med i Nya Zeelands trupp vid VM i fotboll 2010.